# Aeroklub Warszawski

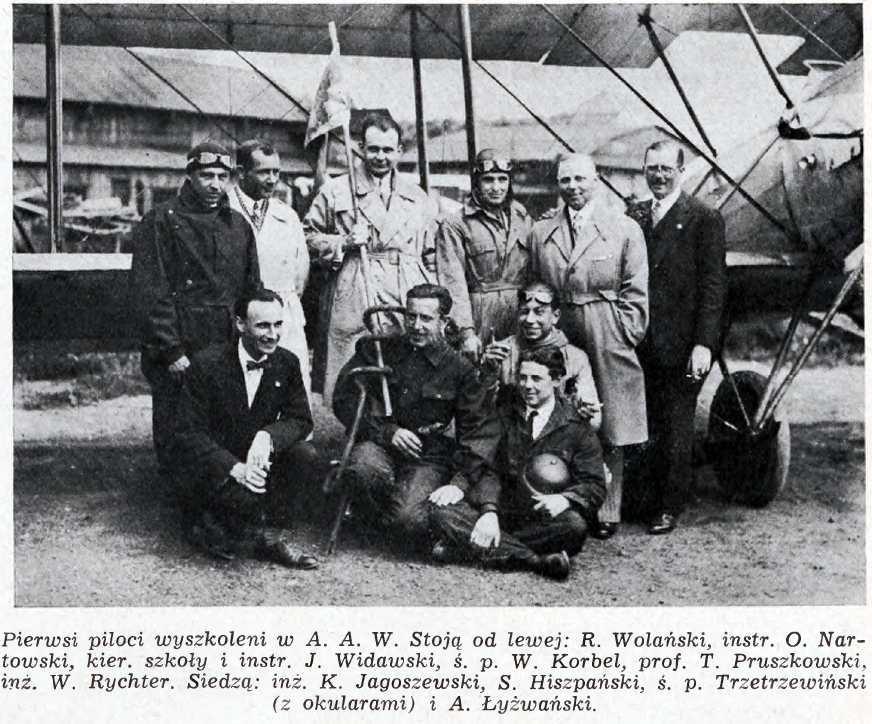
Aeroklub Warszawski, pierwszy kurs pilotów z 1928 roku

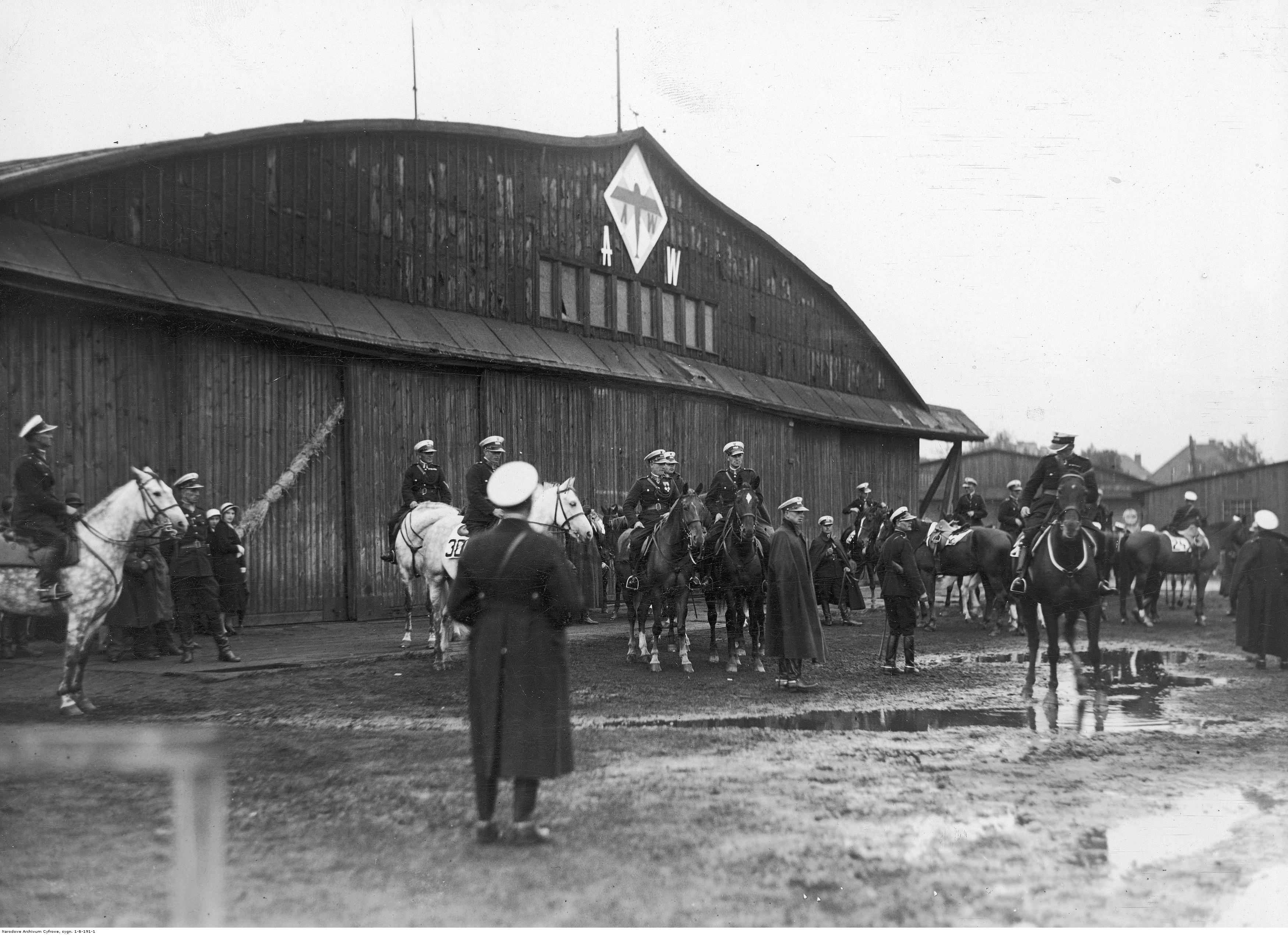
Hangary Aeroklubu Warszawskiego w 1933 roku

Aeroklub Warszawski – jeden z aeroklubów regionalnych, wchodzących w skład Aeroklubu Polskiego. Siedziba aeroklubu znajduje się przy ul. Księżycowej 1, na terenie Lotniska Warszawa-Babice.

## Opis
Organizacja została założona 19 października 1927 roku. 
W ramach Aeroklubu Warszawskiego funkcjonuje 7 sekcji:
- samolotowa
- szybowcowa
- balonowa
- spadochronowa
- motolotniowa
- paralotniowa
- modelarska

Poza lotniskiem Babice, Aeroklub Warszawski korzysta również z położonego w pobliżu Nasielska lądowiska Chrcynno. Odbywają się tam skoki spadochronowe, loty motolotniowe i paralotniowe, sporadycznie również loty szybowcowe.

## Sekcja balonowa
Powstała 15 października 1933 roku. Posiadała własny balon Syrena. Kierownikiem Sekcji Balonowej Aeroklubu Warszawskiego był inż. Józef Rzeczycki. 

## Koło Balonowe w Legionowie
18 stycznia 1935 roku Aeroklub uznał oficjalnie Koło Balonowe w Legionowie za swoją filię. Koło powstało w lipcu 1934 roku. Należeli do niego oficerowie i pracownicy Wojskowej Wytwórni Balonowej. Pierwszym przewodniczącym został kpt. Stefan Nowicki. Koło posiadało własny balon Legionowo.  